# Vierzehn Unfehlbare
Die Vierzehn Unfehlbaren (arabisch المعصومون الأربعة عشر, DMG al-maʿṣūmūn al-arbaʿata ʿaschara, persisch چهارده معصوم, DMG čahār-dah maʿṣūm) der Zwölferschiiten (Imamiten) sind eine Personengruppe, deren Mitglieder im Glauben der Schiiten als „gefeit vor Irrtum und Sünde“ gelten. Gemäß dem Konzept der ʿIsma gelten sie als unfehlbar. Dies sind der Prophet Mohammed, dessen Tochter Fatima und die zwölf Imame. 

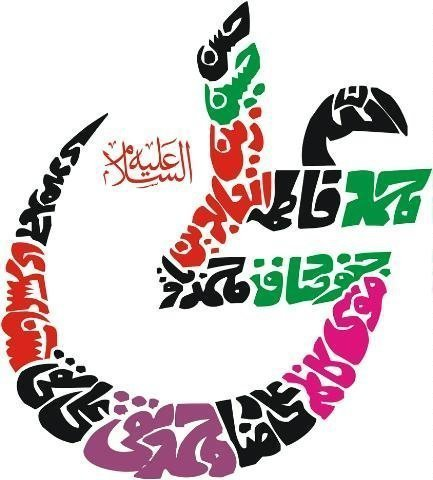
Kalligrafische Darstellung der vierzehn Unfehlbaren

Der 12. Imam, Muhammad al-Mahdī, lebt nach schiitischer Vorstellung in Verborgenheit (غيبة, ġaiba).

## Übersicht
1. Mohammed
2. ʿAlī ibn Abī Tālib
3. Fatima
4. Hasan ibn ʿAlī
5. Husain ibn ʿAlī
6. ʿAlī ibn Husain Zain al-ʿĀbidīn
7. Muhammad al-Bāqir
8. Dschaʿfar as-Sādiq
9. Mūsā ibn Dschaʿfar al-Kāzim
10. ʿAlī ibn Mūsā ar-Ridā
11. Muhammad al-Dschawād
12. ʿAlī al-Hādī an-Naqī
13. Hasan al-Askari
14. Muhammad al-Mahdī